# Albee (Dakota du Sud)
Pour les articles homonymes, voir Albee.
Albee est une municipalité américaine située dans le comté de Grant, dans l'État du Dakota du Sud. Selon le recensement de 2010, elle compte 16 habitants. La municipalité s'étend sur 0,13 milles carrés (0,34 km2).
La localité doit son nom à W. C. Albee, employé d'une compagnie de chemin de fer.

## Démographie
| 1910 | 1920 | 1930 | 1940 | 1950 | 1960 |
| ---- | ---- | ---- | ---- | ---- | ---- |
| 131  | 115  | 94   | 114  | 75   | 42   |

| 1970 | 1980 | 1990 | 2000 | 2010 | - |
| ---- | ---- | ---- | ---- | ---- | - |
| 26   | 23   | 15   | 10   | 16   | - |